# 春にはすべての謎が解ける
『春にはすべての謎が解ける』（はるにはすべてのなぞがとける、原題：Speaking from Among the Bones）は、2013年に刊行されたアラン・ブラッドリーの推理小説。「少女探偵フレーヴィア シリーズ」の第5作目にあたる。
上條ひろみは本作品をシリーズ最高傑作と評している。

## あらすじ
復活祭まであと一週間というとき、ビショップス・レーシーのセント・タンクレアス教会では、オルガン奏者のコリカットが失踪したため、代役としてド・ルース家の長女・フィーリーが、妹のフレーヴィアをお伴に聖歌の伴奏練習に励んでいた。ところが「ニ」の音の調子がおかしいため、オルガン内部に入って調べると、コウモリが飛んでいた。どうやら音の不調の原因はコウモリがパイプの中に潜んでいるためらしく、教会の寺男のハスキンズに翌日取ってもらうことにしてその場は引き上げる。
翌朝、化学大好き少女のフレーヴィアは、コウモリの血液を調べるため教会に捕まえに行くと、ちょうど死後500年を迎える聖タンクレアウスの墓が、考古学研究のため開かれようとしていた。持ち前の好奇心から地下霊廟に入り込んで発掘作業を進める人々の中に混ざると、その石室の中に行方不明のコリカットの死体を発見する。死体はガラス管の破片を握りしめ、その顔にはなぜかガスマスクが被せられていた。
警察が捜査を終えた後の教会で、祭壇ギルドの会長で引退した音楽教師のタンティ、絞首台森に住むマッド・メグ、植物考古学者のアダム・ソワビーと会したフレーヴィアは、天井の木彫りの聖タンクレアウスの顔から血のように赤い液体がこぼれ落ちるのを見る。
後日、タンティを訪ねたフレーヴィアは、ソワビーを入れて3人で探偵同盟を組んで情報共有しないかと提案される。回答を保留にして彼女の部屋を後にすると、今度はソワビーと出会う。ソワビーはフレーヴィアに、ド・ルース家が聖タンクレアウスことタンクレアス・ド・ルーシの末裔で、彼は「ルシファーの心臓」がはめ込まれた司教杖とともに埋葬されたこと、そして「ルシファーの心臓」がダイヤモンドであることを告げる。

## 登場人物
フレーヴィア・ド・ルース
11歳の化学大好き少女。
ハヴィランド・ローレンス・ド・ルース
フレーヴィアの父。
ハリエット・ド・ルース
フレーヴィアの母。故人。
オフィーリア（フィーリー）・ド・ルース
フレーヴィアの上の姉。おしゃれ好きの18歳。
ダフネ（ダフィ）・ド・ルース
フレーヴィアの下の姉。読書好きの13歳。
マレット
ド・ルース家の家政婦。
アーサー・ウェルズリー・ドガー
ド・ルース家の庭師。
デンウィン・リチャードソン
司祭。
シンシア・リチャードソン
デンウィンの妻。
アルバート・ハスキンズ
寺男。
クリスピン・コリカット
オルガン奏者。
アダム・トラデスカント・ソワビー
植物考古学者
クエンティン・リドリー＝スミス
主教代理。政務官。
ヴィヴィアン・ジョイアス（ジョスラン）・リドリー＝スミス
クエンティンの息子。
ジョージ・バトル
石工。
タンティ
祭壇ギルドの会長。
ヒューイット
警部補。